# Ston
Ston (italienska: Stagno, latin: Stagnum) är en kommun och ort i landskapet Dalmatien i Kroatien. Kommunen har 2 410 invånare (2011), varav 550 personer bor i tätorten. 
Ston ligger på Pelješachalvön i Dubrovnik-Neretvas län och är främst känd för sin historiska försvarsmur, ostron- och musselodlingar samt att salt utvunnits här sedan romartiden.

## Demografi
Ston utgör huvudorten i kommunen med samma namn. Utöver centralorten finns det 18 samhällen i kommunen. Nedan följer kommunens samtliga bosättningar samt deras invånarantal vid folkräkningen 2011:
- Boljenovići, 88 invånare
- Brijesta, 58 invånare
- Broce, 88 invånare
- Česvinica, 60 invånare
- Dančanje, 27 invånare
- Duba Stonska, 33 invånare
- Dubrava, 134 invånare
- Hodilje, 189 invånare
- Luka, 155 invånare
- Mali Ston, 141 invånare
- Metohija, 157 invånare
- Putniković, 81 invånare
- Sparagovići, 115 invånare
- Ston, 550 invånare
- Tomislavovac, 105 invånare
- Zabrđe, 59 invånare
- Zamaslina, 78 invånare
- Zaton Doli, 62 invånare
- Žuljana, 230 invånare

## Historia
Från 1333 till 1808 hörde Ston till republiken Dubrovnik som 1358 påbörjade uppförande av en försvarsmur, Stons murar, som sträckte sig från Ston till Mali Ston.

### Fotnoter
1. 1 2 3  ”Census of Population, Households and Dwellings 2011, First Results by Settlements” (på engelska och kroatiska) ( PDF). Kroatiska statistiska centralbyrån. Arkiverad från originalet den 19 augusti 2014. https://web.archive.org/web/20140819030849/http://www.dzs.hr/Hrv_Eng/publication/2011/SI-1441.pdf. Läst 26 oktober 2013.
2. ↑  Opcinaston.hr Arkiverad 29 oktober 2013 hämtat från the Wayback Machine. - Kommunen Stons officiella webbplats (kroatiska)
3. 1 2  Ston.hr – Stons turistförening (engelska)